# Жълти морски пера
Жълтите морски пера (Gymnangium montagui) са вид хидровидни от семейство Aglaopheniidae.
Таксонът е описан за пръв път от Арман Бияр през 1912 година.